# حرائق إسرائيل 2025
في يوم 30 أبريل 2025، شهدت إسرائيل وفلسطين حرائق كبيرة حول القدس، في ما لا يقل عن 100 موقع مختلف. طلبت إسرائيل المساعدة في إطفاء الحرائق من الدول المجاورة، وأعلنت حالة الطوارئ الوطنية ونشرت قوات الجيش الإسرائيلي للمساعدة في إطفاء الحرائق. بالإضافة إلى ذلك، تم إخلاء المجتمعات الواقعة على بعد حوالي 30 كيلومترًا (19 ميلًا) غرب القدس، بما في ذلك نيف شالوم وبكوع وتعوز وميفو حورون وميشمار أيالون ونحشون، وأصيب ما لا يقل عن 12 شخصًا.
أظهرت لقطات تلفزيونية حرائق على طول الطريق السريع وأشخاص يتخلون عن سياراتهم ويهربون من الحرائق. بالإضافة إلى ذلك، تم إغلاق الطريقين السريعين الرئيسيين من القدس، الطريق السريع 1 والطريق السريع 3.

## الخلفية
غرس الصندوق القومي اليهودي أكثر من 240 مليون شجرة على أراضي فلسطين التاريخية بهدف طمس ومحو وإخفاء آثار القرى العربية الفلسطينية بعد تهجيرها. وفرضت إسرائيل قانون "العنزة السوداء" بحجة حماية الغابات. تركز التشجير على أشجار الصنوبر لإضفاء المنظر الأوروبي على المناطق المزروعة. وكانت النتيجة تناقص التنوع البيولوجي وزيادة خطر حرائق الغابات.

## التأثير
نُقل ما لا يقل عن 18 شخصًا إلى مركز كابلان الطبي ومركز شامير الطبي بسبب استنشاق الدخان أو الحروق، من بينهم امرأتان حاملان ورضيعان يبلغان من العمر شهرًا واحدًا وستة أشهر. وكان معظم من نُقلوا إلى مركز شامير الطبي من منطقة اللطرون. وتلقى 10 أشخاص آخرين العلاج دون الحاجة إلى دخول المستشفى. وأعلنت خدمات الإطفاء والإنقاذ عن إصابة 12 رجل إطفاء بجروح طفيفة في محيط القدس. وأجلت السلطات أكثر من 7000 من سكان المنطقة.
تم إخلاء ما يصل إلى 10 مجتمعات في المنطقة المجاورة، بما في ذلك نيف إيلان، وشورش، وناتاف ، وياد هاشمونا، وإشتاول، وميشمار أيالون، بينما تم إخلاء إلعاد جزئيًا. تم إغلاق الطريق السريع 1، الذي يربط القدس بتل أبيب، أمام حركة المرور، إلى جانب الطريق السريع 3 ، والطريق السريع 424، والطريق السريع 444، والطريق السريع 44. تم تعليق القطارات بين القدس وموديعين بواسطة السكك الحديدية الإسرائيلية، وكذلك القطارات في محيط أشدود.
وأفادت مؤسسة IQAir أن جودة الهواء في القدس كانت الأسوأ في العالم في ظل الحرائق.
تم إلغاء احتفالات ما يعرف بـ "يوم الاستقلال" في عدة مواقع، بما في ذلك القدس وتل أبيب وعسقلان وموديعين وبئر السبع وميفاسيريت صهيون واللد وأرييل ومعاليه أدوميم وكريات أونو. كما تم إلغاء حفل إضاءة الشعلة السنوي على جبل هرتزل الذي يمثل الانتقال بين يوم الاستقلال ويوم الاستقلال، وتم بث لقطات من بروفة عامة للحدث في 28 أبريل بدلاً من ذلك. ألغى منتدى الرهائن والعائلات المفقودة مسيرة مخطط لها في ساحة الرهائن في تل أبيب ، بينما أرجأت المطربتان الإسرائيليتان ساريت حداد وبير تاسي أدائهما في عسقلان.

## مزاعم الحرق العمد
في مساء يوم 30 أبريل، تم اعتقال العديد من الفلسطينيين للاشتباه في محاولتهم إشعال الحرائق. وفي نفس يوم الحرائق، ز ُعِم أن حماس نشرت رسالة على تيليجرام تحث الفلسطينيين على إشعال النار في "الحقول والغابات ومنازل المستوطنين".